# 4-メトキシ-2-メチル-2-ブタンチオール
4-メトキシ-2-メチル-2-ブタンチオール（英: 4-Methoxy-2-methyl-2-butanethiol）は、有機硫黄化合物の一種。4-メトキシ-2-メチルブタン-2-チオールとも表記される。

## 生成
天然にはカシスに含まれ、特有の重いフルーティな香りに寄与する。煎茶にも、4-メルカプト-4-メチル-2-ペンタノンとともにごく微量含まれる。両物質とも嗅覚閾値が低いことから、煎茶の香り成分として重要な役割を持つ。

## 用途
コーヒー飲料等向けに、フルフリルメチルスルフィドやフルフリルメチルジスルフィドなどと組み合わせた淹れたて感賦与剤、また緑茶飲料用の香料として利用される。